# Рускаја Арктика
Рускаја Арктика (рус. "Русская Арктика") је национални парк у Русији, који је основан јуна 2009. године. Проширен је 2016. године, и сада обухвата велику и удаљену област Северног леденог океана, северни део Нове земље (Северна острва), и Земљу Фрање Јосифа.

## Географија
После проширења 2016. године, парку је додато око 74.000 km², око 16.000 km² копнене области и око 58.000 km² морске области. У 2009. години површина парка је износила 14,260 km², од тога 6,320 km² копна и 7,940 km² Арктичког океана.
Ово подручје је станиште белог медведа и гренландског кита. Подручје такође представља једну од највећих колонија птица на северној хемисфери, као и колоније моржева и перајара. Осим очувања природних станишта, подручје националног парка је важно за очување културног наслеђа, које се односи на историју откривања и колонизације великих арктичких територија почев од 16. века..
Велики Арктички државни резерват природе налази се на супротној страни Карског мора.

## Историја
Руска Влада је прво основала Подручје заштите Земље Фрање Јосифа 23. априла 1994. године. Планови за национални парк који обухвата северну Нову Земљу и Земљу Фрање Јосифа покренути су 2000-их. Када је национални парк Рускаја Арктика основан 15. јуна 2009. године, Земља Фрање Јосифа и Викторијина острва нису улазили у састав парка. На отварању парка, премијер Владимир Путин изразио је наду да ће парк помоћи у развоју туризма у тој области. У 2011. години национални парк је проширен и обухвата и Земљу Фрање Јосифа с циљем бољег развоја туризма на архипелагу. Русија је започела 1,5 милијарди рубаља вредан трогодишњи пројекат чишћења, почевши од 2012. године, како би се уклонило више од 100.000 тона акумулираног отпада из доба Совјетског Савеза. То између осталог укључује четврт милиона барела нафтних производа, милион старих бачви и покварених возила, радарских инсталација и авиона.

## Дивљина
Парк се сматра једним од најистакнутијих заштићених подручја за морске сисаре у земљи. Постојање гренландског кита и сивог кита чини непроцењиву еколошку вредност парка.